# 海尔纳德苏尔多克
海尔纳德苏尔多克，是匈牙利包尔绍德-奥包乌伊-曾普伦州所辖的一个村。总面积4.48平方公里，总人口192，人口密度42.9人/平方公里（2011年1月1日）。